# 伊利耶·乔坎
伊利耶·乔坎（羅馬尼亞語：Ilie Ciocan，1913年6月10日—）是一名罗马尼亚二战老兵和超级人瑞，目前为罗马尼亚在世最年长者、欧洲在世最年长男性和全世界最年长的在世二战老兵，以及罗马尼亚史上最长寿者。

## 生平
伊利耶·乔坎于1913年6月10日出生在罗马尼亚王国沃尔恰县加利恰乡的克雷梅纳里村，双亲早亡，6岁丧父，12岁丧母，身世凄苦。年幼的他为了谋生，只得在村里当牧羊人。18岁那年，他娶了大自己七岁的弗洛阿雷娅·奥博贾努（Floarea Obogeanu）为妻，于1932年1月28日在罗马尼亚正教会完婚。
他們有六個孩子（3個兒子和3個女兒），弗洛里亞·奧博賈努於1992年去世，享年87歲。

## 兵役
他22歲時入伍，1935年被編入皮特什蒂第六砲兵團，1941年奔赴前線，他參加了第二次世界大戰，在東線的敖德薩和頓河沿岸擔任機槍手和信使，還去了西方戰線，甚至遠赴捷克斯洛伐克。
他可以騎自行車到90歲。93歲時，他在雪地裡滑倒摔斷了腿，儘管拒絕醫生給他打石膏，但他還是成功康復了。

## 長壽紀錄
- 2021年2月15日，Ioan Lascău去世，成為羅馬尼亞的在世最年長男性。
- 2022年2月12日，瑪麗亞·米哈伊去世，成為羅馬尼亞的在世最年長者。
- 2023年6月10日，伊利耶·乔坎成為超級人瑞
- 2024年8月13日，約翰·法靈頓去世，成為最後一個出生於1913年的歐洲男性
- 2024年11月25日，約翰·廷尼斯伍德去世，伊利耶·乔坎成為歐洲在世最年長男性和在世第三年長男性。
- 2025年1月16日，超過杜米特魯·科默內斯庫的年齡，成為羅馬尼亞的史上最年長者。